# Formula 3 cilena
Il campionato di F3 cileno è un campionato che impiega vetture diverse della categoria Formula 3 definita della FIA.
.

## Albo d'oro
| Stagione | Campione              | Squadra                                         |
| -------- | --------------------- | ----------------------------------------------- |
| 1972     | José Manuel Salinas   | Salinas-Fiat                                    |
| 1973     | Juan Carlos Silva     |                                                 |
| 1974     | Juan Carlos Silva     |                                                 |
| 1975     | -                     | -                                               |
| 1976     | Juan Carlos Silva     |                                                 |
| 1977     | Juan Carlos Silva     |                                                 |
| 1978     | Juan Carlos Ridolfi   | Ridolfi Competición                             |
| 1979     | Santiago Bengolea     | Team Marlboro-Chiletabacos                      |
| 1980     | Juan Carlos Ridolfi   | Viceroy Racing Team-Chiletabacos                |
| 1981     | Sergio Santander      | Viceroy Racing Team-Chiletabacos                |
| 1982     | Juan Carlos Ridolfi   | Viceroy Racing Team-Chiletabacos                |
| 1983     | Kurt Horta            | Viceroy Racing Team-Chiletabacos                |
| 1984     | Kurt Horta            | Viceroy Racing Team-Chiletabacos                |
| 1985     | Giuseppe Bacigalupo   | Team John Player Special-Chiletabacos           |
| 1986     | Giuseppe Bacigalupo   | Team John Player Special-Chiletabacos           |
| 1987     | Giuseppe Bacigalupo   | Viceroy Racing Team-Chiletabacos                |
| 1988     | Giuseppe Bacigalupo   | Team Remolques Goren - Transportes Ferretti     |
| 1989     | Santiago Bengolea     | Team Kodak - Gillette Atra Plus - Goodyear      |
| 1990     | Kurt Horta            | Team Remolques Goren                            |
| 1991     | Giuseppe Bacigalupo   | Equipo Marlboro - Shell -Alfa Romeo             |
| 1992     | Giuseppe Bacigalupo   | Equipo Marlboro - Shell -Alfa Romeo             |
| 1993     | Giuseppe Bacigalupo   | Colchones Rosen - Shell -Alfa Romeo             |
| 1994     | Ramón Ibarra          | Team Valvoline - Jeans One Way - Covial         |
| 1995     | Ramón Ibarra          | Team Valvoline - Diario El Mercurio             |
| 1996     | Ramón Ibarra          | Team Valvoline - Diario El Mercurio             |
| 1997     | Ramón Ibarra          | Team Valvoline - Diario El Mercurio-Epson       |
| 1998     | Mauricio Perrot       | Team Castrol - Transportes Perrot               |
| 1999     | Cristobal Ibarra      | Team Valvoline                                  |
| 2000     | Matías Horta          | Team Lubricantes Castrol - Buses JAC            |
| 2001     | Giuseppe Bacigalupo   | Team B&M Security Systems - Lubricantes Castrol |
| 2002     | Giuseppe Bacigalupo   | Team B&M Security Systems - Lubricantes Castrol |
| 2003     | Cristobal Puig        | Team Puig - Motel Real - Zirotti Rectificación  |
| 2004     | Giuseppe Bacigalupo   | B&M Security Systems - Castrol                  |
| 2005     | Benjamín Moreau       | Basco Racing Team - Pennzoil                    |
| 2006     | José Luis Riffo       | Kano Pro Racing - Liqui Moly                    |
| 2007     | José Luis Riffo       | Kano Pro Racing - Liqui Moly                    |
| 2008     | Juan Manuel Basco Jr. | Basco Racing Team                               |
| 2009     | Javier Barrales       | Scuncio Pro Racing - Main Maestranza            |
| 2010     | Juan Carlos Carbonell | Carbonell-Cornejo Competicion                   |
| 2011 (A) | José Luis Riffo       | Team Green Bull                                 |
| 2011 (C) | Jorge Bas             | Team Movistar                                   |
| 2012     | José Luis Riffo       | Team Green Bull                                 |